# Tōru Gotō
Tōru Gotō (後藤 暢, Gotō Tōru) est un nageur Japonais né le 26 juin 1934 à Fukuoka.

## Biographie
Toru Gotō dispute l'épreuve du relais 4x200 m nage libre aux Jeux olympiques d'été de 1952 de Melbourne et remporte la médaille d'argent aux côtés de Hiroshi Suzuki, Yoshihiro Hamaguchi et Teijiro Tanikawa.